# ドゥ!エアロビック
ドゥ!エアロビックは、NHK BSプレミアムで放送していたエアロビックスを題材としたテレビ番組である。2009年4月5日から2012年3月17日まで放送された。2010年度まではNHK衛星第二テレビジョンでの放送だった。

## 概要
前身番組となる、あなたとエアロビックと同様に各地の職場に出向いて指導するという内容。

## 出演者
- 知念かおる（司会・指導）
- 川村ゆきえ（初期にコーナー出演）

2011年度は収録各地のアナウンサー、キャスター等が司会を務めた。

## 関連番組
- BSエアロビック
- あなたとエアロビック